# سوبارو باجا
سوبارو باجا (Subaru Baja) خودرویی است که در سال‌های ۲۰۰۳ تا ۲۰۰۶تولید شده‌است. طراحی آن خودرو چهار چرخ محرک بوده است. سیستم جعبه‌دندهٔ آن ۴ و ۵ دنده به دو صورت خودکار و دستی است.